# 首都高技術

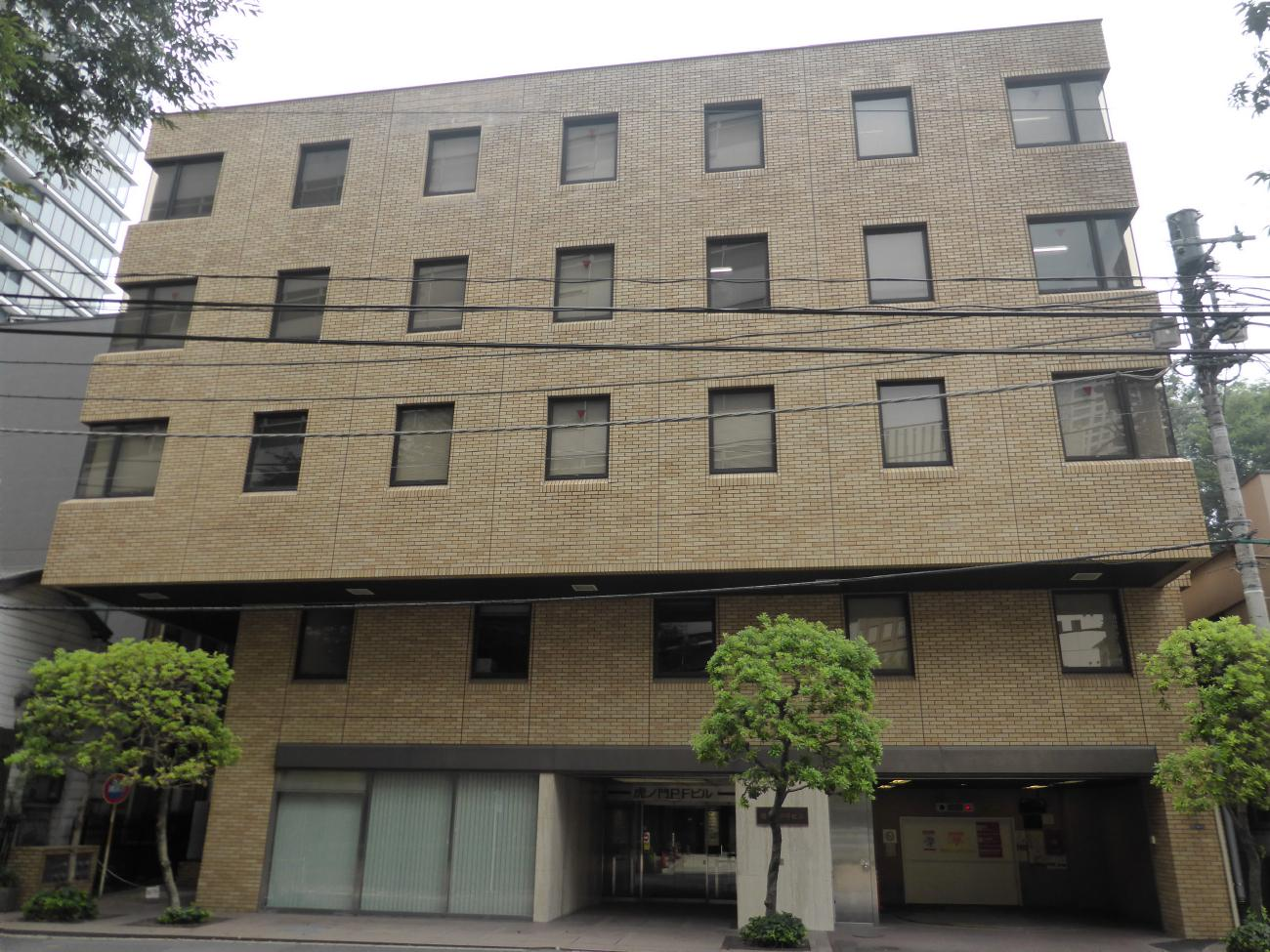
首都高技術が入居する虎ノ門PFビル

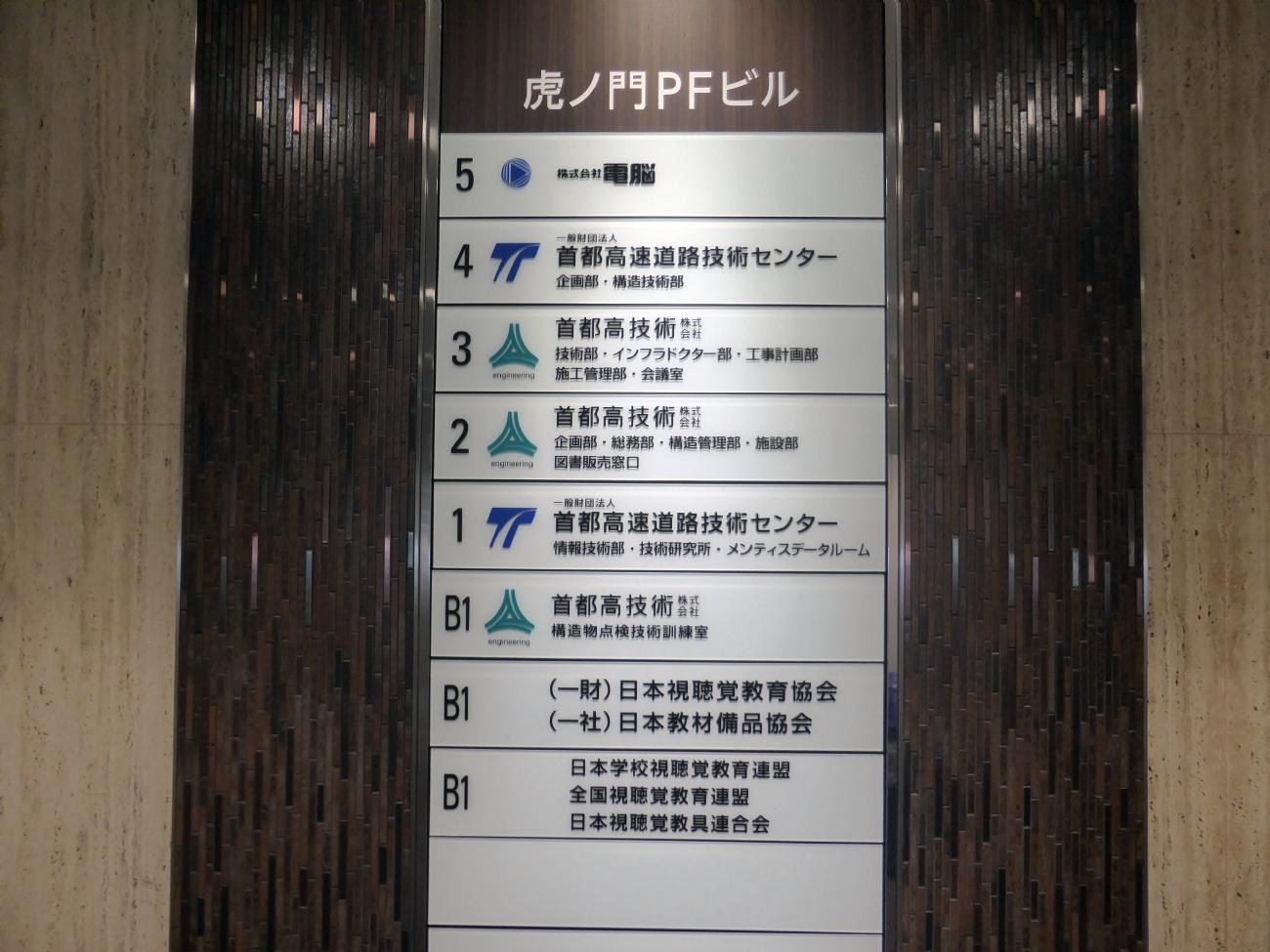
首都高技術株式会社

首都高技術株式会社（しゅとこうぎじゅつ、英文名称Shutoko Engineering Company Limited.）は、首都高速道路の維持管理を行う企業。首都高速道路株式会社の100%出資により2008年6月6日に設立、同年7月1日より業務を開始した。

## 事業内容
点検業務
- 土木構造物の点検[2]
  - 定期点検：橋梁・トンネル・土工部の定期点検
  - 特殊構造物点検：レインボーブリッジ等の長大橋点検、沈埋トンネルの点検
  - 巡回点検：パトロールカーによる高速上巡回点検、徒歩点検
  - 緊急点検：災害時点検、事故時点検
- 建築構造物の点検[3]
  - 料金所の点検、パーキングエリアの点検、換気所他建物の点検

設計・調査業務
- 土木設計：橋梁設計、耐震補強設計、長寿命化計画策定支援
- 調査：道路交通情報提供、事故集計

InfraDoctor/インフラドクター業務
- GISと3次元点群データを活用した新時代のシステムでインフラ・構造物の維持管理業務の効率化を支援

施設技術業務
- 施設設計、測定（WaveDoctor/ウェーブドクター照度・電界強度測定）、調査研究

積算技術支援
- 工事計画・工事費算出のための資料作成、施工実態調査、工事に伴う道路調整

施工管理技術支援
- 施工管理業務、建設工事・保全工事・施設工事の施工管理業務

一級建築士事務所
- 建築設計、耐震補強診断

技術コンサルティング業務
- 点検・調査・設計
- 首都高速道路への近接施工に関する影響評価・計測計画・点検
- 発注者支援業務
- 建築設計・一級建築士事務所
- 電気設備・機械設備設計
- 交通調査関係業務
- 海外案件

## 参考資料
首都高速道路株式会社『NET WAY Vol83』2009年7月1日発行